# Gelowani (Adelsgeschlecht)

Wappen der swanischen Fürstenhäuser Gelowani und Dadeschkeliani

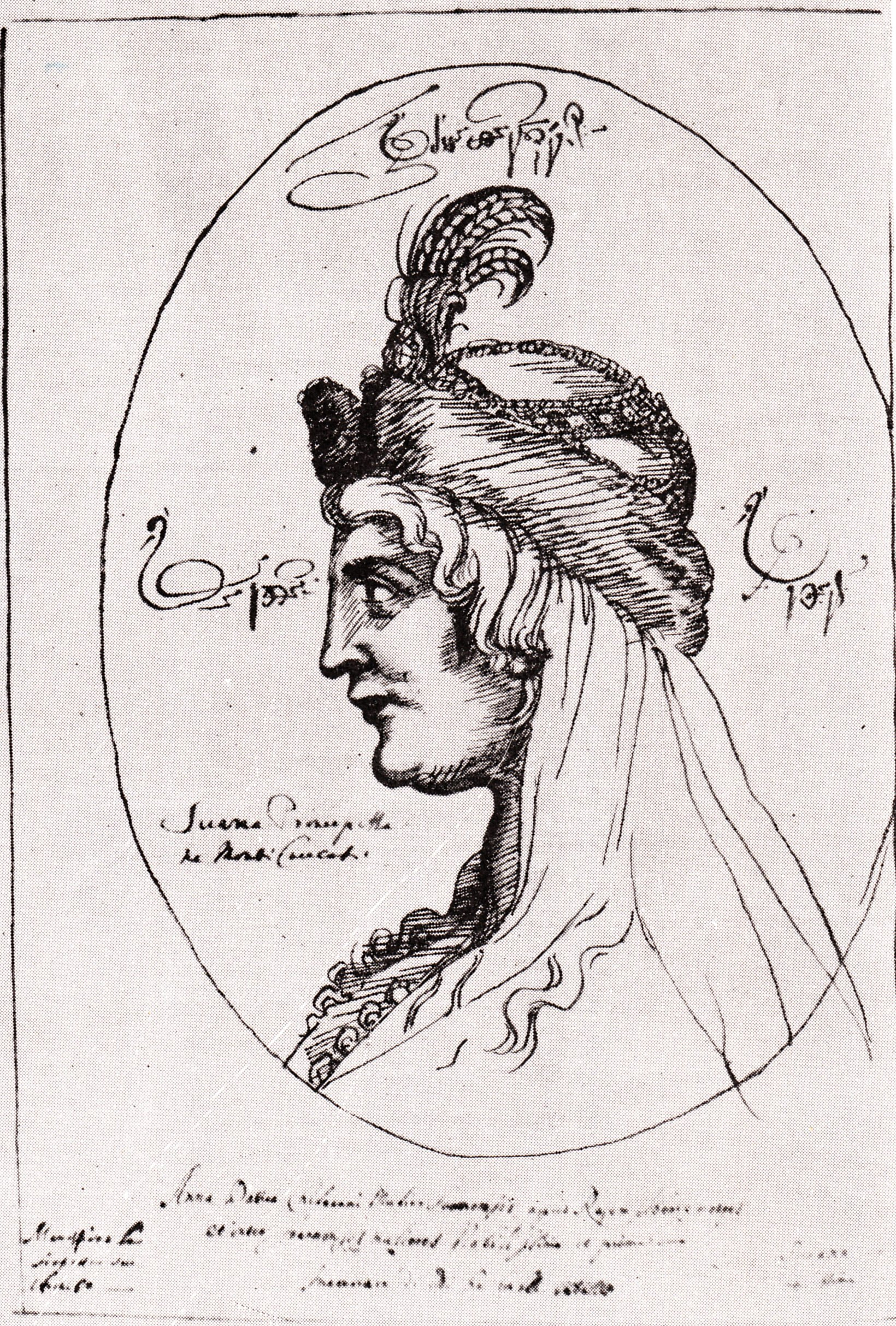
Skizze der Fürstin Anna Gelowani (17. Jahrhundert) von dem in Georgien lebenden Maler Don Cristoforo De Castelli (1600–1695)

Die Gelowani (georgisch გელოვანი) sind ein Fürstenhaus aus Georgien, das aus der zur georgischen Nation gezählten Volksgruppe der Swanen stammte und vom 13. bis zum 16. Jahrhundert Swanetien beherrschte und später von der Mitte des 18. Jahrhunderts bis 1857 das Fürstentum Niederswanetien. Eine Nebenlinie sind die von den 1720er Jahren bis 1857 im westlichen Oberswanetien regierenden Fürsten Dadeschkeliani.

## Herkunft
Über die Herkunft der Gelowani gibt es neben zahlreichen Legenden nur einige kaum prüfbare Hypothesen. Ihre eigene Herrscherlegende behauptete, sie seien Hüter des Schwarzen Steines in der Kaaba in Mekka in vorislamischer Zeit gewesen und danach nach Georgien emigriert. Auf diese Legende spielt offenbar ihr Name an, der etymologisch auf galav (alt-swanisch: „Stein“) und -ani (Georgisch: „Söhne des…“, das Suffix wurde aus mitteliranischen Sprachen übernommen, wo -an-z. B. mpers.- „Sohn des“ bedeutet) zurückgeführt wird, also „Söhne des Steines“ bedeutet. Diese Legende ist historisch sehr unglaubwürdig, weil sich armenische, georgische und andere kaukasische Fürstenhäuser oft auf hochstehende ausländische Herkunft beriefen, wie zum Beispiel die Bagratiden auf König David, die Artsruni auf das assyrische Herrscherhaus und die Mamikonjan auf den chinesischen Adel. Eine historische Hypothese, die heute als unbewiesen gilt, vermutet eine Abkunft aus der mittelalterlich-georgischen Adelsfamilie Kvenipneveli. In den Quellen ist die Familie erst seit dem 11. Jahrhundert nachweisbar und erst seit dem 18. Jahrhundert kann eine lückenlose Genealogie rekonstruiert werden. Das swanische Epos Lied über Giga Glwan scheint sich auf ein frühes Mitglied der Gelowani-Familie zu beziehen.

## Entwicklung

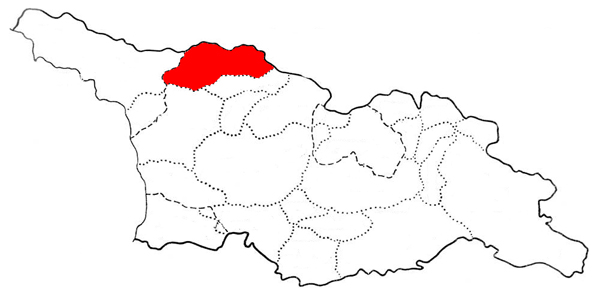
Oberswanetien in Georgien

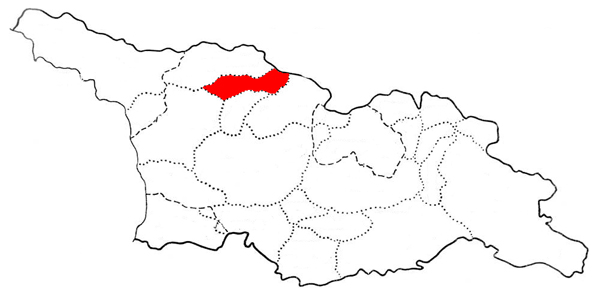
Niederswanetien

Der georgische, in russischer Sprache schreibende Chronist Vachuschti Bagrationi (18. Jahrhundert) überlieferte, in der Blütezeit des vereinten Georgiens im 13. Jahrhundert habe die georgische Königin Thamar ihren Wesir Antoni Gelowani als Gouverneur in Swanetien eingesetzt und damit das ältere swanische Haus Vardanisdze ersetzt. Nach dem Zerfall Georgiens in Teilstaaten regierten die Gelowani als Herzog (Eristawi) seit dem 14. Jahrhundert über große Teile Swanetiens, wurden aber im 15. Jahrhundert von den mingrelischen Fürsten Dadiani besiegt und fast ausgelöscht. Eine überlebende Linie flüchtete aus dem von den Dadiani beherrschten Niederswanetien (auch Dadiani-Swanetien genannt) nach Oberswanetien und verfiel in Fehden mit anderen swanischen Clans, bei denen sie schließlich im 18. Jahrhundert von den siegreichen Dadeschkeliani aus Ober- nach Niederswanetien vertrieben wurden. Dort nutzten sie die Schwäche der Dadiani, die durch die Nebenlinie Tschikowani ersetzt wurden, um sie zu vertreiben und sich selbst zu Fürsten von Niederswanetien zu erheben, während die Dadeschkeliani im westlichen Oberswanetien regierten. Der Konflikt zwischen beiden Familien wurde erst 1833 durch russische und mingrelische Vermittlung beendet und die Gelowani und die Dadeschkeliani erkannten gleichzeitig das russische Protektorat über Swanetien an. Im Jahre 1857 wurde Swanetien von der russischen Armee erobert und die Fürstentümer beseitigt.
Später wurden die Gelowani zusammen mit den verwandten Dadeschkeliani als Fürstenhaus in die Rangtabelle des russischen Adels aufgenommen. Die zahlreichen Nachkommen der Familie Gelowani leben heute in mehreren Ländern, u. a. in Georgien, Russland, den USA, Deutschland und Großbritannien.

## Bekannte Vertreter
- Archil Gelowani (1915–1978), Chef der Pioniertruppen der Roten Armee
- Micheil Gelowani: sowjetischer Schauspieler und wichtigster Stalin-Darsteller des sowjetischen Kinos.
- Fürst Varlam Gelowani: Duma-Abgeordneter 1912–15 für die georgische Sozialdemokratie, Freund von Alexander Kerenski